# Lincoln MKC
La Lincoln MKC è un'autovettura crossover mid-size di lusso prodotta dalla Lincoln dal 2014 al 2019.

## Descrizione
La vettura è stata anticipata dalla concept car al Salone di Los Angeles del 2013, con il modello di produzione che è stato messo in vendita a partire da giugno 2014. La MKC è costruita sulla piattaforma Ford Global C, condivisa con la Ford Escape e Kuga. Viene assemblata nello stabilimento di Louisville. Lo schema tecnico segue la filosofia tuttoavanti, con motore traversale e trazione anteriore con al possibilità di avere la trazione integrale.
Nel 2016, Lincoln ha sostituito il precedente sistema di infotainment chiamato MyLincoln Touch con il sistema Ford SYNC 3. 

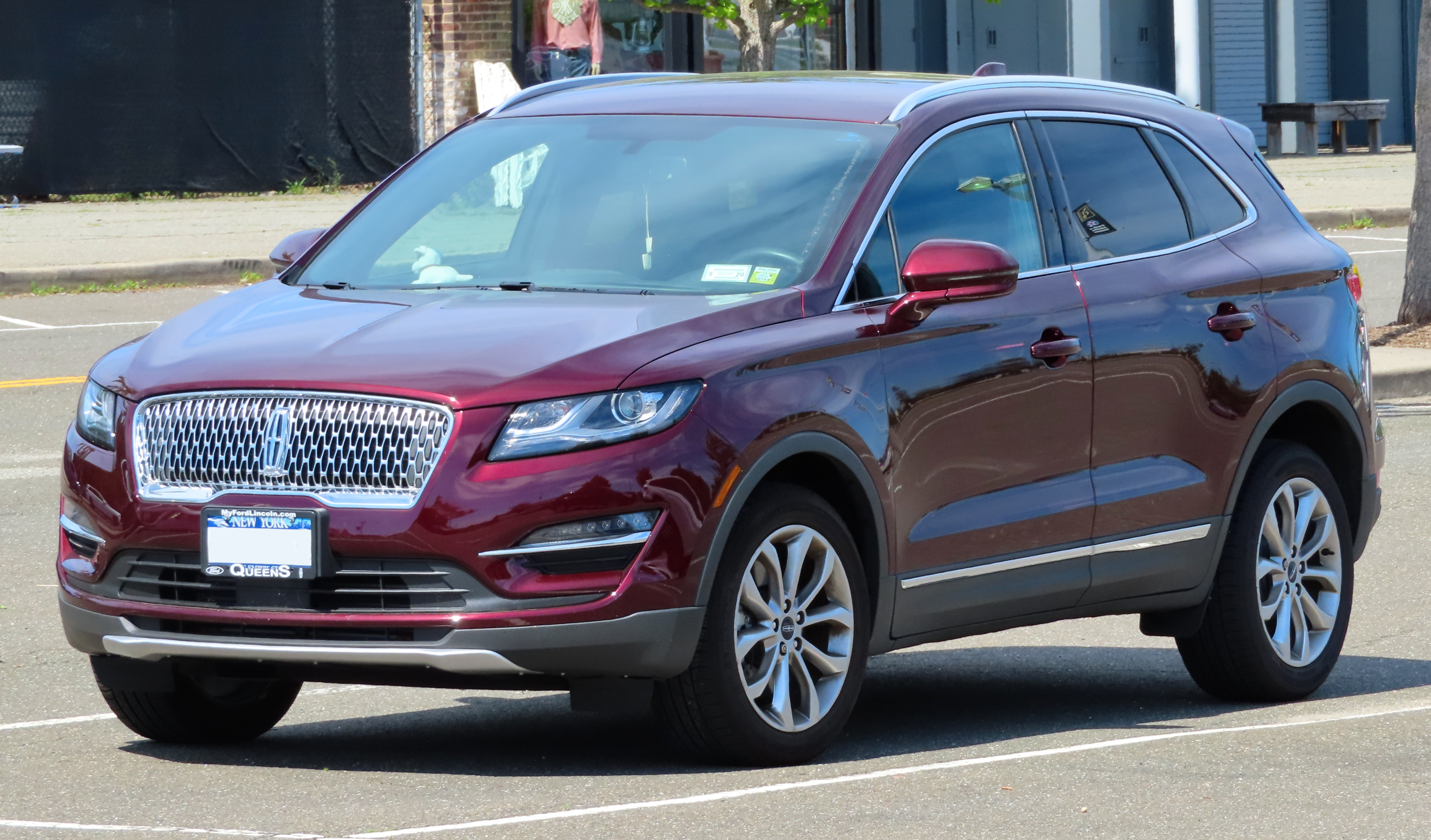
LIncoln MKC del 2019

Nel 2017, al sistema multimediale sono stati aggiunti la compatibilità con Apple CarPlay e Android Auto e sono stati resi di serie su tutte le versioni il portellone elettrico e il freno di stazionamento automatico.
Nel 2018, Lincoln ha aggiunto l'accesso ad internet per il sistema di infotaiment. A metà dello stesso anno, la MKC ha ricevuto un più corposo aggiornamento, con l'introduzione della nuova griglia frontale rettangolare come sulle altre vetture contemporanee del costruttore in luogo della precedente che adottava una griglia divisa in due parti con al centro il logo della Lincoln.

## Motori
I motore disponibili, entrambi a benzina, sono due EcoBoost a 4 cilindri: un 2,0 litri che eroga 245 CV e 373 Nm di coppia e un 2,3 litri che eroga 285 CV 414 Nm.
La trasmissione è affidata a un cambio automatico a 6 velocità.